# Prince of Wales Bridge
Die Prince of Wales Bridge (walisisch Pont Tywysog Cymru), bis 2018 Zweite Severnbrücke (englisch Second Severn Crossing, walisisch Ail Groesfan Hafren) genannt, ist eine Autobahnbrücke, die die M4  über die Mündung des River Severn zwischen Bristol, England, und Cardiff, Wales führt.

## Lage
Sie liegt etwa 6 km unterhalb der älteren Severn Bridge und markiert den Übergang vom River Severn zum Bristol Channel. Das Gewässer hat die höchsten Tidenhübe von England mit einem Tidenhub an der Brücke von bis zu 14 m und mit Strömungsgeschwindigkeiten von bis zu 8 Knoten (14,8 km/h). Bei Ebbe zeigen sich weite Sandbänke und Schlickflächen, nur in der Mitte ist noch das Flussbett vorhanden, das dort The Shoots genannt wird.
Vor dem östlichen Ufer kreuzt die Brücke den seit 1886 bestehenden Severn-Eisenbahntunnel der South Wales Main Line.

## Beschreibung
Die im Grundriss leicht S-förmig geschwungene, insgesamt 5128 m lange und 34,6 m breite Brücke verfügt in jeder Richtung über drei Fahrstreifen sowie eine schmale Standspur. Die Fahrbahnen sind durch Leitplanken eingefasst, zusätzlich ist an den äußeren Rändern der Brücke ein 3 m hoher Windschutz aus horizontalen Stahlplanken montiert. Zwischen dem Windschutz und den Leitplanken stehen auf der ganzen Länge Straßenlampen.
Die Brücke besteht aus drei Abschnitten: an die mittlere Schrägseilbrücke über den Shoots von 948 m Länge schließen sich Balkenbrücken von 2077 m Länge im Westen bzw. 2103 m Länge im Osten an.
Die Höhe der Fahrbahn steigt zur Mitte mit der Schrägseilbrücke an; dort beträgt die Durchfahrtshöhe 37 m über dem Mittleren Springhochwasser (MSpHW). Bei starker Ebbe liegt der Fahrbahnträger der Schrägseilbrücke daher 51 m über dem Meer.
Die Spannweite der Schrägseilbrücke beträgt 456 m. Ihre beiden H-förmigen Pylone aus Spannbeton sind 149 m hoch und überragen den Fahrbahnträger um 101 m. Der 34,6 m breite Fahrbahnträger ist ein Verbund aus einer Stahlplatte mit einer Betondecke. Er wurde in 7 m langen Abschnitten vorgefertigt, eingeschwommen und an den Schrägseilen verankert.
Die Sockel der Pylone wie auch der beiden Balkenbrücken sind auf dem gewachsenen Fels gegründet. Sie bestehen aus an Land gefertigten offenen, 2000 t schweren Betonkästen, die mit Raupenfahrzeugen und einem Leichter an den Einbauort gebracht und dort mit einem auf einer Bohrplattform stehenden Schwerlastkran übereinander gestapelt und anschließend mit Beton verfüllt wurden.
Die Balkenbrücken haben Pfeilerabstände in der Regel von etwa 98 m, so dass sich im Westen 24 Öffnungen und im Osten 25 Öffnungen ergeben. Auch ihre Betonpfeiler sind an Land hergestellte Fertigteile. Der Überbau besteht aus zwei parallelen Spannbeton-Hohlkastenkonstruktionen, für die 3,6 m lange, jeweils rund 200 t wiegende Segmente an Land im Kontaktverfahren hergestellt und mit einem Vorbaugerüst an ihren Platz zu beiden Seiten eines Pfeilers gehoben, mit Epoxidharz verklebt und mit Spanngliedern an den Kragarmen des Freivorbaus verankert wurden.
Unter der Brücke sind zwei Schienen montiert, an denen eine kleine Kabine für das Wartungspersonal mit einem Lastanhänger von einem Ufer zum anderen fahren kann Außerdem gibt es die üblichen Brückenbesichtigungsgeräte, das sind über die ganze Breite reichende verfahrbare Bühnen.

## Geschichte
Die Brücke wurde von einem englisch-französischen Joint Venture John Laing/GTM (GTM ist heute ein Teil von Vinci) auf der Basis eines Design/Build/Operate/Transfer-Vertrages gebaut und anschließend als Mautbrücke betrieben.
Der Bau begann 1992 und dauerte etwa vier Jahre. Die Brücke wurde bis auf die Pylone fast vollständig aus Fertigteilen errichtet, die auf einer 28,3 Hektar großen Baustelle auf der englischen Seite hergestellt worden waren.
Die Brücke wurde am 5. Juni 1996 durch HRH Prince Charles als Second Severn Crossing (Zweite Severnbrücke) eröffnet. Am 2. Juli 2018 wurde die Brücke in Anwesenheit des Prince of Wales in Prince of Wales-Brücke umbenannt. Die Umbenennung und die Kosten der Installation von Schildern mit dem neuen Namen der Brücke wurden von Protesten begleitet. Im Dezember 2018 wurde die Mautpflicht für die Brücke, die vorher nur in Fahrtrichtung Wales bestand, aufgehoben. Sie wird von etwa 70.000 Fahrzeugen täglich benutzt (Stand 2020).

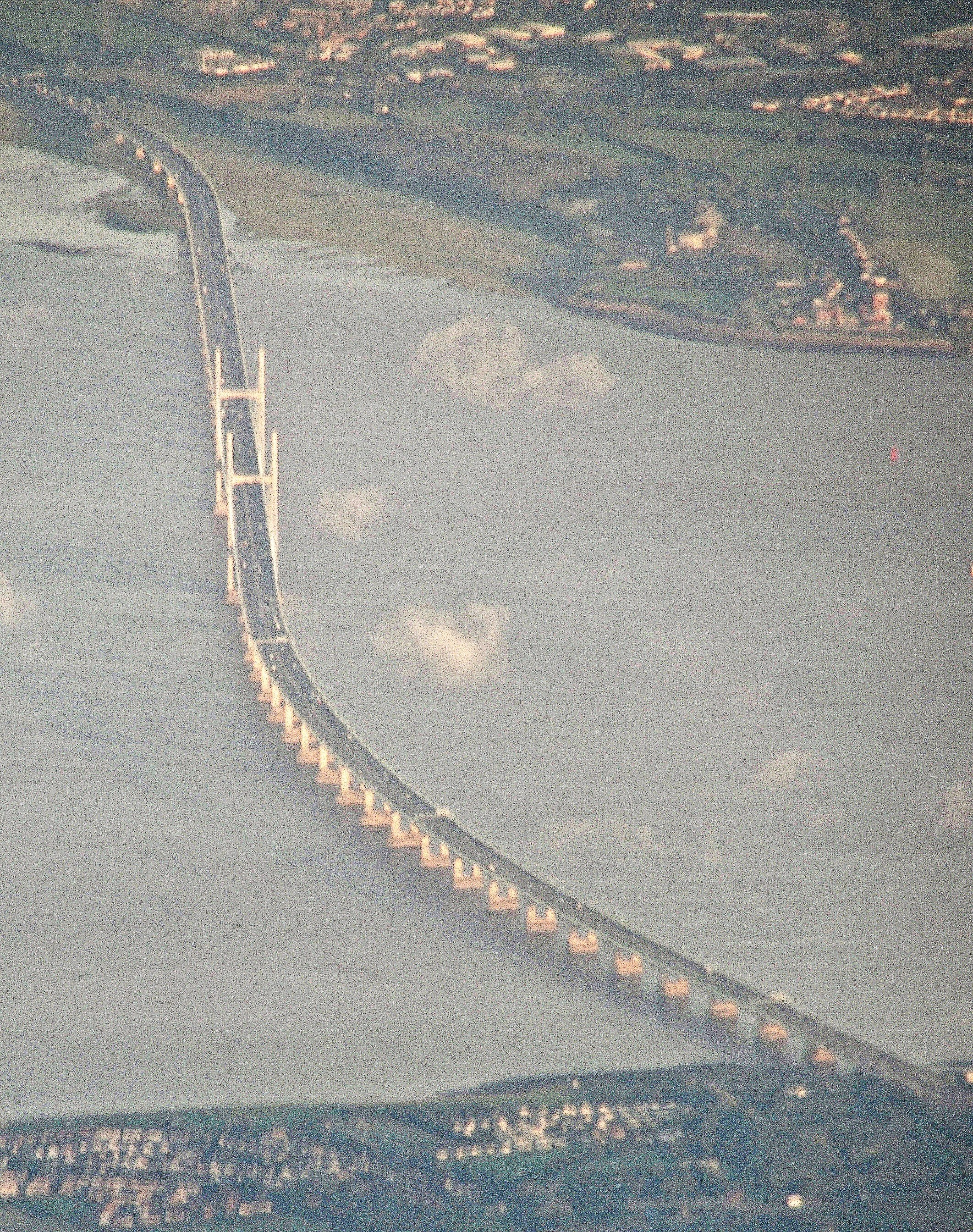
Luftbild der Brücke
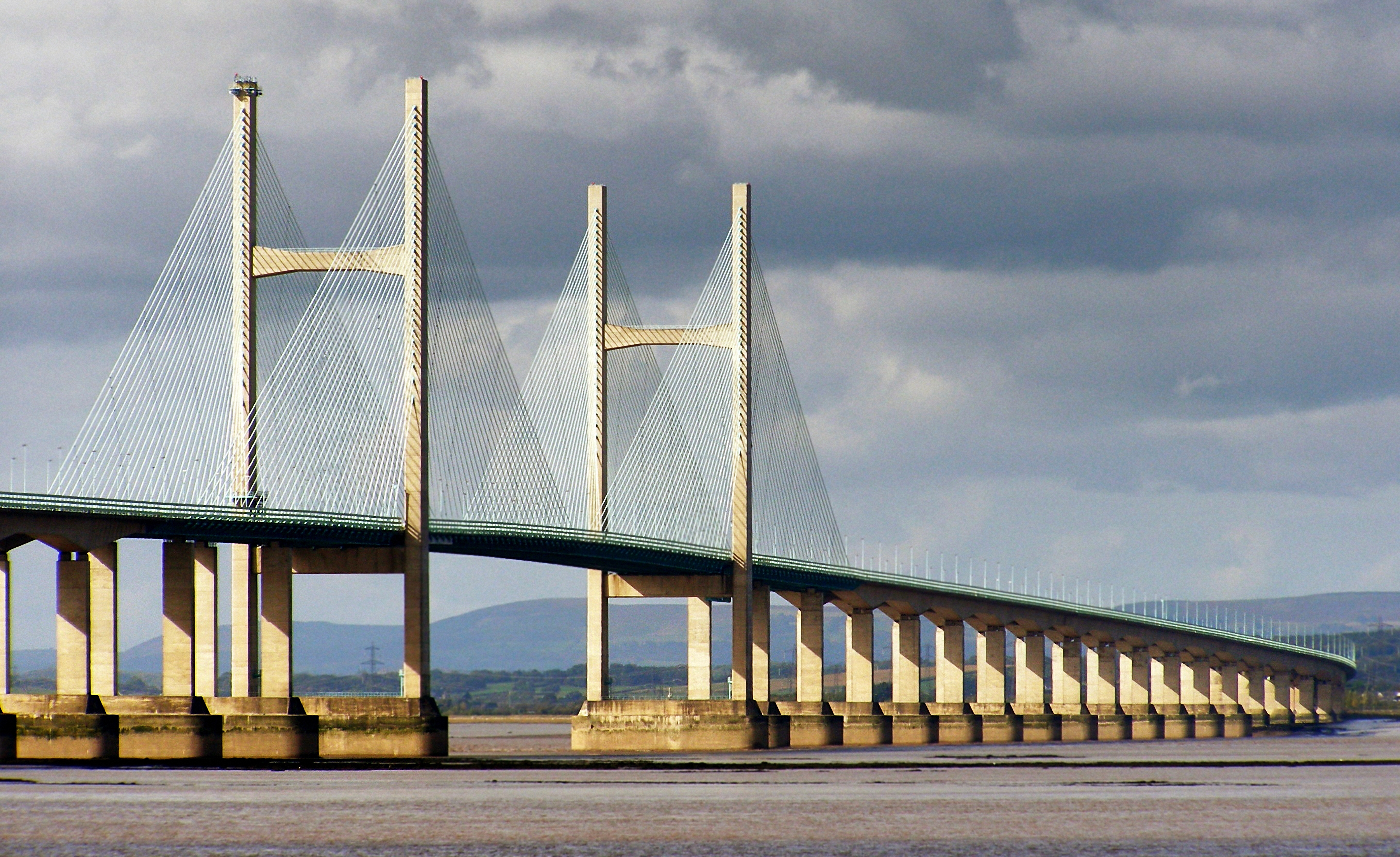
Die Schrägseilbrücke
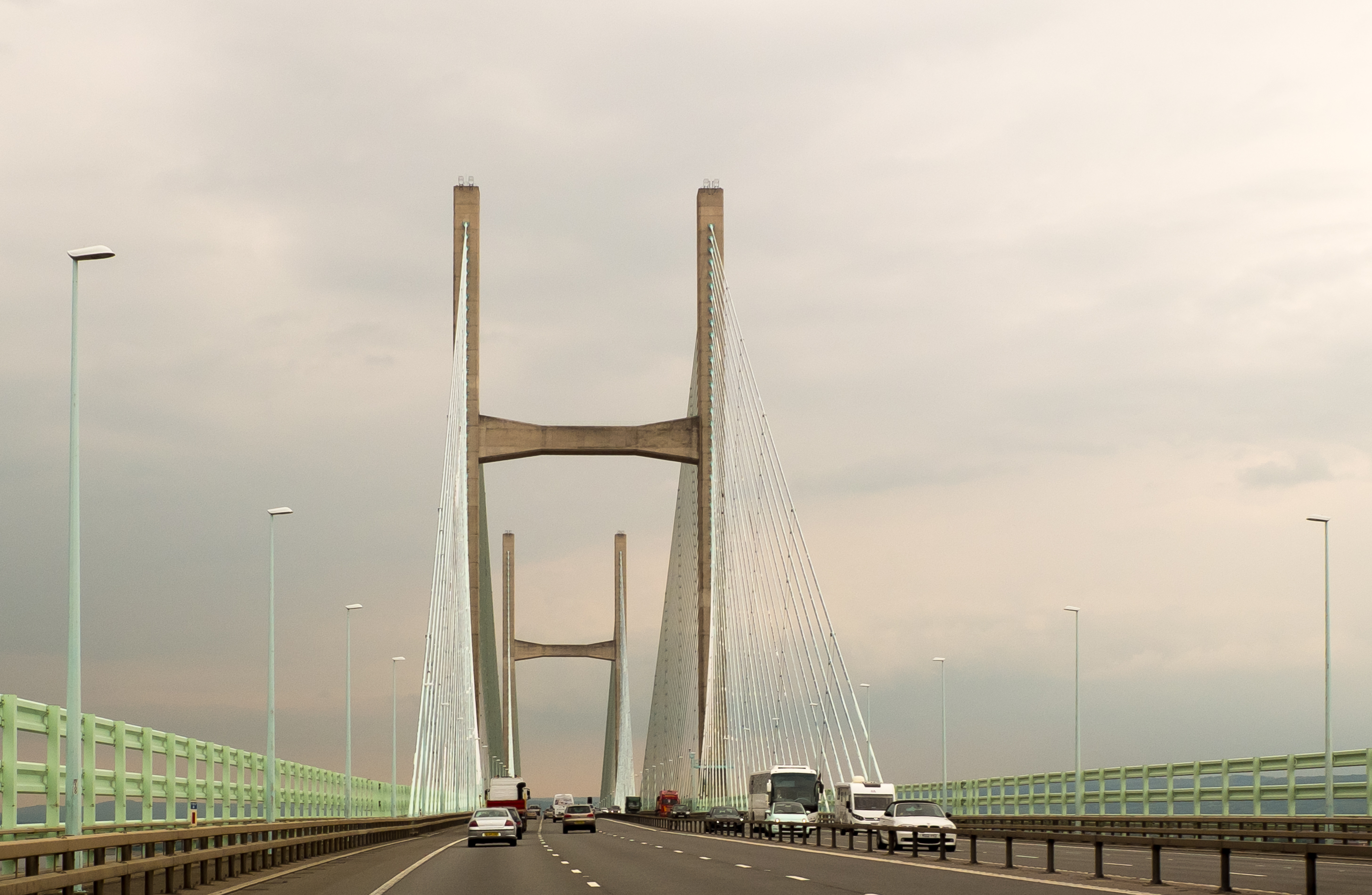
Auf der Fahrbahn vor der Schrägseilbrücke
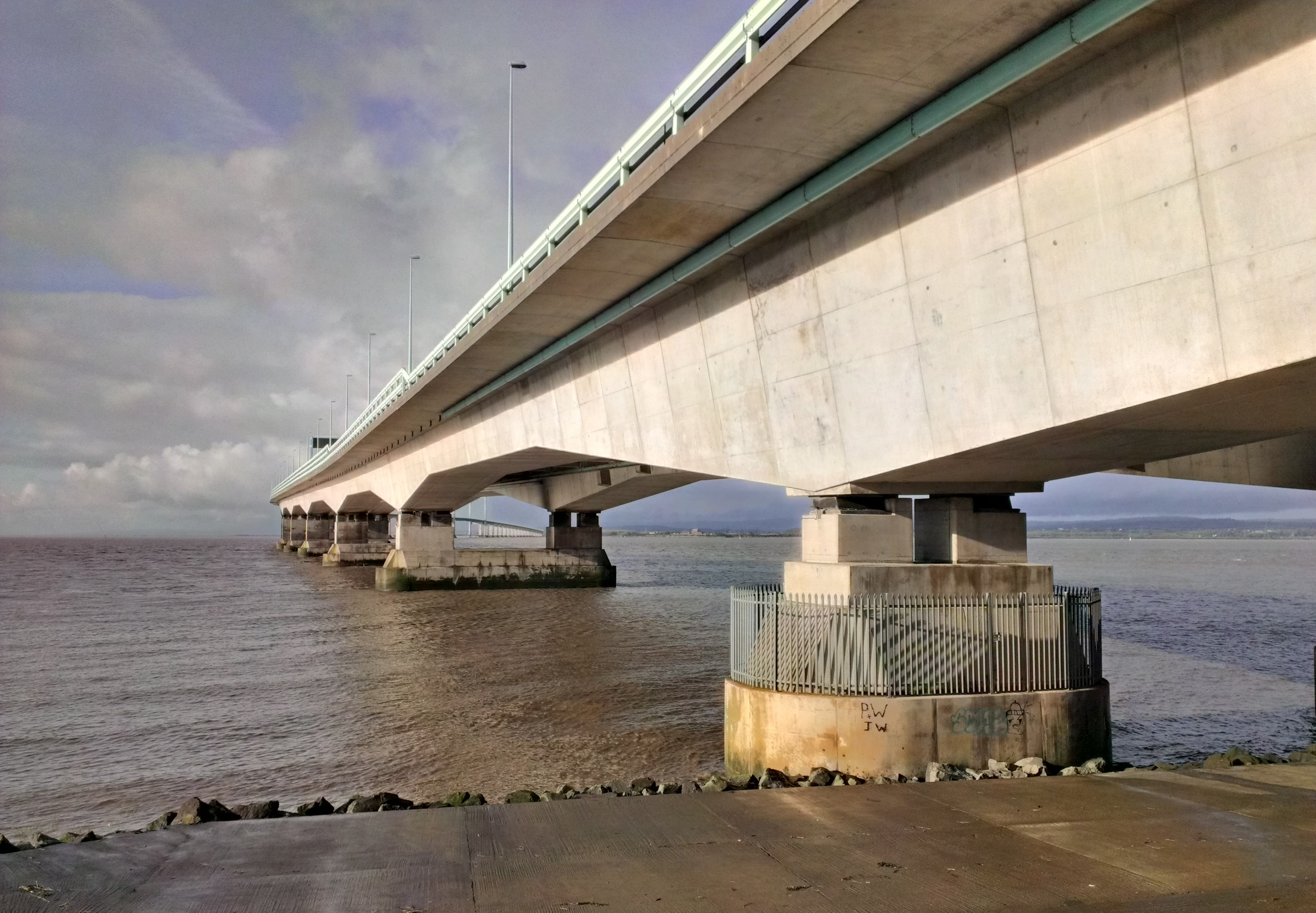
Die südliche Balkenbrücke
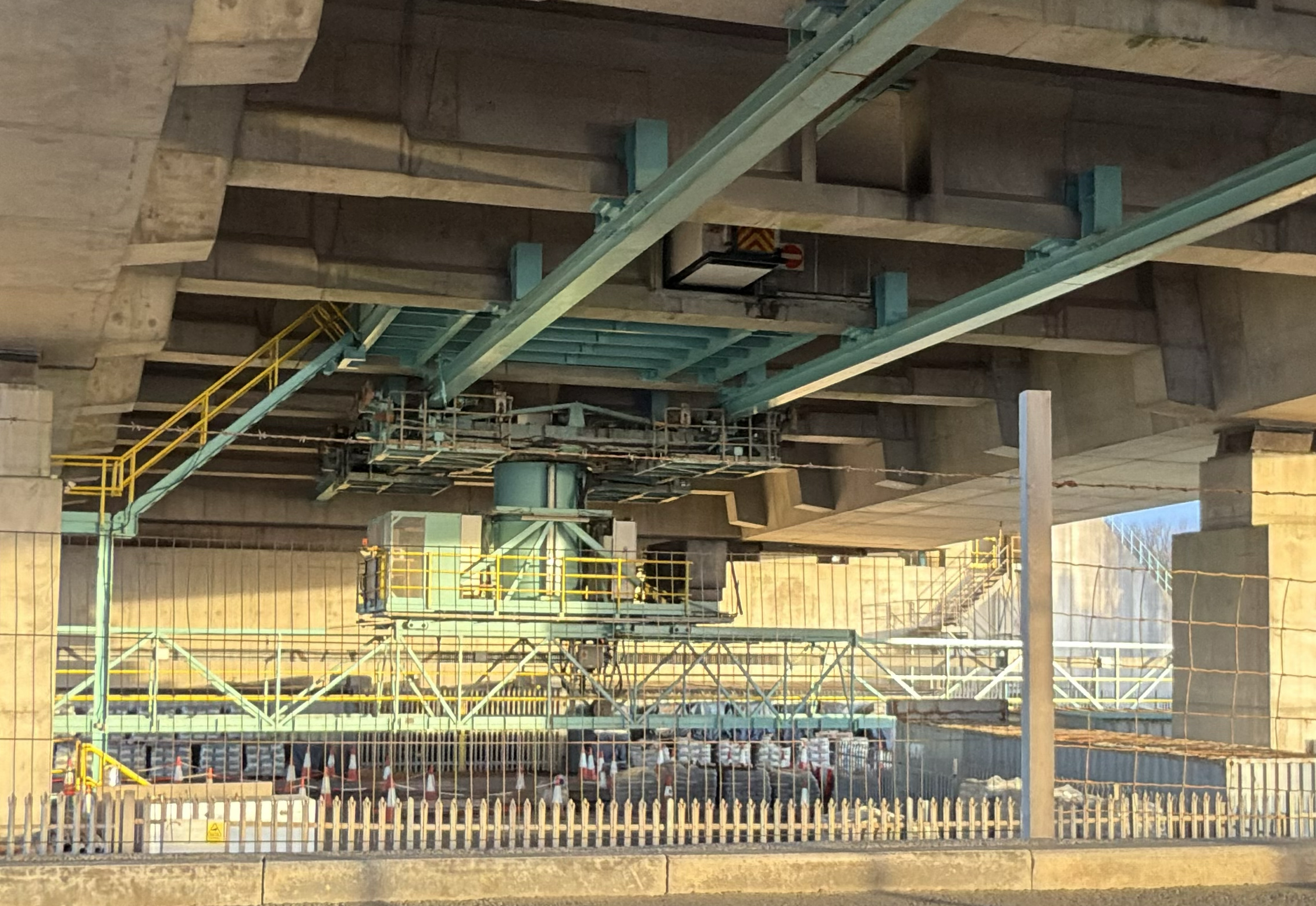
Unter der Brücke: Kabine für das Wartungspersonal und Brückenbesichtigungsgerät